# Gaykhatu
Gaykhātū (in mongolo Gaihatu; mongolo in alfabeto cirillico Гайхату; in persiano گیخاتو خان‎, Gaykhātū Khān; 1259 circa – 24 marzo 1295) fu il quinto Ilkhan dell'Iran. Regnò dal 1291 fino al suo assassinio.
Durante il suo regno Gaykhātū fu additato dai suoi detrattori come un dissoluto che - secondo le accuse tipiche del tempo - avrebbe amato il vino (vietato dalla religione islamica), le donne e praticato la sodomia (anch'essa considerata un peccato dalla cultura islamica), a dar retta a Mirkhond. Il suo baghshi buddista gli dette il nome tibetano di Rinchindorj.
Il suo nome mongolo, derivante dal verbo "gaykhākh", vuol dire "meraviglioso/sorprendente".

## Regno
Figlio di Abaqa, fu inizialmente Governatore dell'Anatolia selgiuchide prima di salire al trono con il sostegno dell'influente comandante mongolo Taghachar (o Ta'achar), che aveva ucciso il fratello di Gaykhātū, Arghun. Taghachar aveva in realtà intenzione di facilitare la presa del potere di Baydu ma dovette fare buon viso alla scelta del quriltai, che si espresse in favore di Gaykhātū. La moglie di Gaykhātū, Padshāh Khātūn, era figlia di Kitlugh Turkan (Turkan Khātūn) e di Kirmān. Padshāh assunse il titolo di Safwād al-dunyā wa al-din (lett. "Purezza del mondo e della fede) dopo che Jalāl al-Dīn Abū l-Muzaffar fu deposto dalla sua carica di capo della tribù mongola che regnava sull'Iran del sud-est. Padshāh era nota per aver ucciso il fratellastro Suyurghatamish, ma uno dei componenti della sua tribù, Khurdudjīn cercò di vendicarlo facendola mettere a morte col permesso di Baydu, quando questi era Ilkhan.
Nel 1292, Gaykhātū inviò un messaggio al Sultano mamelucco egiziano al-Ashraf Khalil minacciandolo, se non gli avesse permesso di avere Aleppo, egli avrebbe allora conquistato l'intero Levante. Al-Ashraf replicò dicendo: "Il Khan ha le mie stesse idee. Anch'io ho in animo di riportare Baghdad in seno all'Islam, come in precedenza. Vedremo chi di noi due riuscirà a essere più rapido nel conseguire il suo intento".

## "Stravaganza" reale
Gaykhātū è noto anche per aver dilapidato soldi pubblici in modo che i suoi avversari definirono "stravagante". Tra i beneficati figuravano i cristiani nestoriani, che lo lodarono grandemente per i suoi doni alla loro Chiesa, come si può evidenziare nella storia di Mar Yahballaha III.

## Introduzione della cartamoneta
Nel 1294, Gaykhātū volle rimpolpare il suo tesoro reale, svuotato dalla sua politica economica "stravagante" e da una grande epidemia che aveva falcidiato il bestiame ovino. Come risposta, il suo vizir Ahmed al-Khalidi propose l'introduzione de una recente invenzione cinese, chiamata Chao (cartamoneta). Gaykhātū si disse d'accordo e convocò l'ambasciatore di Kublai Khan, Bolad, a Tabriz. Dopo che questi gli ebbe mostrato come avrebbe funzionato il nuovo sistema, Gaykhātū fece stampare banconote che imitavano quelle cinesi in modo tale che vennero riprodotti gli stessi ideogrammi di quella lingua. La confessione di fede islamica (shahāda) fu riprodotta sulle banconote per placare l'opinione pubblica dei suoi sudditi. 

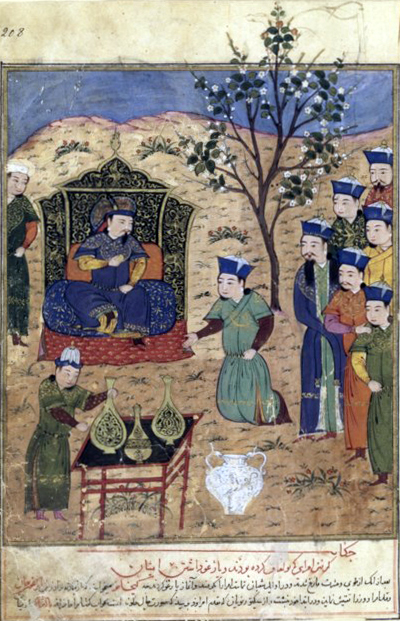
Gaykhātū interroga Shingtūr Noyan, alleato e cugino di Arghun.

Il piano era d'imporre ai suoi sudditi l'esclusivo impiego di quella cartamoneta, consentendo così a Gaykhātū di controllare a suo piacimento le risorse finanziarie dell'Ilkhanato. L'esperimento si rivelò però un totale fallimento, in quanto la popolazione e i commercianti rifiutarono di accettare quelle banconote. Presto, anzi, il bazar fu sconvolto da disordini, le attività economiche si bloccarono e lo storico persiano Rashid ud-din parlò addirittura della "'rovina di Basra' in seguito all'emissione della nuova moneta". A Gaykhātū non restò altra scelta che il ritiro della moneta cartacea.
Gaykhātū fu assassinato poco dopo, strangolato con una corda di arco, così da non lasciare tracce di sangue. Suo cugino Baydu, un altro fantoccio messo sul trono da Taghachar, fu il suo successore, ma solo per pochi mesi, visto che anche lui finì con l'essere assassinato. Un'altra ipotesi circa la sua morte parla invece della guerra mossagli da Baydu a causa dell'introduzione della cartamoneta, e della morte di Gaykhātū in battaglia.